# Georg Labenwolf
Georg Labenwolf auch Georg Labenwolff (* um 1520 in Nürnberg; † Ende Mai 1585 ebenda) war ein fränkischer Erzgießer.

## Leben
Labenwolf wurde als Sohn des Erzgießers Pankraz Labenwolf geboren und ging bei seinem Vater in die Lehre. 1559 führte ihn sein Weg nach Neuburg an der Donau. Nach dem Tod seines Vaters kehrte er 1563 wieder nach Nürnberg zurück, um dessen Werkstatt weiterzuführen. Für Tycho Brahes Observationsschloss Uraniborg im Öresund baute er einen großen innen gelegenen Springbrunnen, der sich wie Uraniborg nicht erhalten hat.
Das einzige von Labenwolf heute noch erhaltene Werk ist der Brunnen im Hof des Seminargebäudes der ehemaligen Universität Altdorf, den er 1576 schuf.

## Auktionen
- 1825 in Nürnberg: Ein Tintenfaß und eine Sandbüchse.[1]